# Classe Centurion
A Classe Centurion foi uma classe de couraçados pré-dreadnought operada pela Marinha Real Britânica, composta pelo HMS Centurion e HMS Barfleur. Suas construções começaram em 1890 no Estaleiro Real de Portsmouth e Estaleiro Real de Chatham, foram lançados ao mar em 1892 e comissionados na frota britânica em 1894. Os navios foram projetados para atuar nas colônias britânicas de além-mar, tendo um armamento menor e uma blindagem mais leve, sendo consequentemente categorizados como couraçados de segunda classe. Foram concebidos com uma velocidade máxima elevada e maior autonomia para enfrentarem novos cruzadores blindados de marinhas estrangeiras.
Os dois couraçados da Classe Centurion eram armados com uma bateria principal composta por quatro canhões de 254 milímetros instalados em duas montagens blindadas duplas. Tinham um comprimento de fora a fora de 119 metros, boca de 21 metros, calado de quase oito metros e um deslocamento carregado de mais de onze mil toneladas. Seus sistemas de propulsão eram compostos por oito caldeiras a carvão que alimentavam dois motores de tripla-expansão, que por sua vez giravam duas hélices até uma velocidade máxima de dezessete nós (31 quilômetros por hora). Os navios também tinham um cinturão principal de blindagem que ficava entre 229 e 305 milímetros de espessura.
O Centurion começou sua carreira servindo no Sudeste Asiático, já o Barfleur foi para a Frota do Mediterrâneo, juntando-se em 1897 a uma Esquadra Internacional que interviu em uma revolta em Creta. Foi para a China em 1898 e dois anos depois ambos se envolveram do Levante dos Boxers, durante o qual enviaram equipes de desembarque para as Batalhas dos Fortes de Taku e Tientsin. Retornaram para casa em 1901 para reformas, mas o Centurion continuou a atuar na China até 1905, quando a renovação da Aliança Anglo-Japonesa deixou redundante a presença de navios britânicos na região. Foram colocados na reserva no mesmo ano, sendo descomissionados em 1909 e desmontados.

## Desenvolvimento
A Classe Centurion foi autorizada pelo Ato de Defesa Naval de 1889 e projetada por William Henry White, o Diretor de Construção Naval, a fim de cumprir requerimentos do Almirantado para navios adequados para uso como capitânias na China e Oceano Pacífico, além de serem capazes de derrotar as embarcações estrangeiras que poderiam ser encontradas na região. Estes mais provavelmente eram cruzadores blindados russos armados com canhões de 203 milímetros que estavam entrando em serviço e que tinham a intenção de atacar navios mercantes britânicos em caso de guerra. O Almirantado exigia uma velocidade de não menos que 16,5 nós (30,6 quilômetros por hora), um calado de no máximo 7,9 metros para passar pelo Canal de Suez e navegar por rios chineses, uma autonomia igual ao dos cruzadores blindados da Classe Imperieuse e, principalmente, um custo trinta por cento menor do que os couraçados da Classe Royal Sovereign. O projeto de White era praticamente uma versão reduzida da Classe Royal Sovereign, armados com armas de 254 e 120 milímetros no lugar das de 343 e 152 milímetros dos couraçados anteriores.

## Projeto

### Características

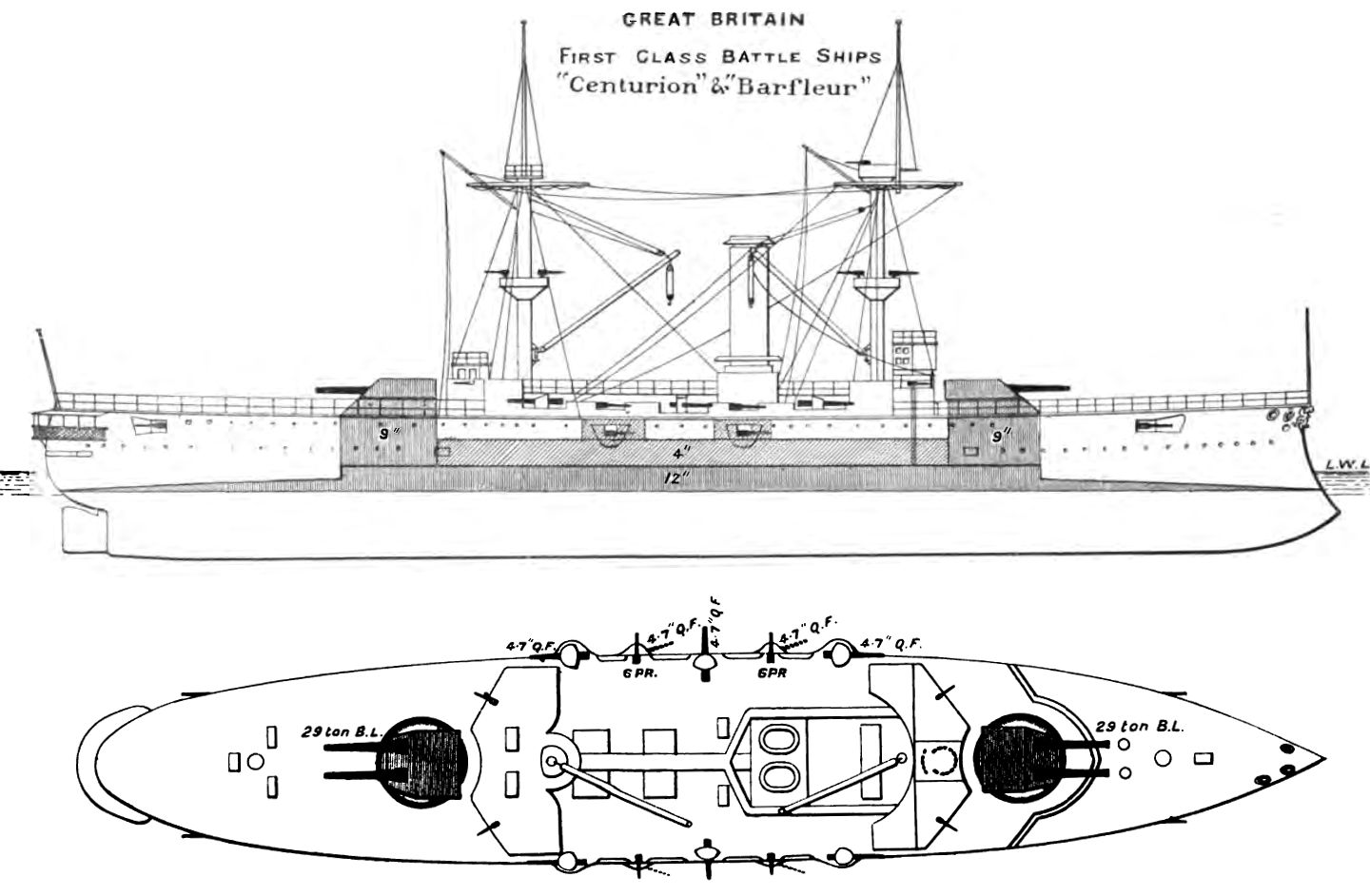
Desenho da Classe Centurion

Os navios da Classe Centurion tinham 109,7 metros de comprimento entre perpendiculares e 119,1 metros de comprimento de fora a fora. Tinham uma boca de 21,3 metros e um calado de 7,82 metros em carga normal e 8,2 metros e carga plena. O deslocamento normal era de 10 805 toneladas e o deslocamento carregado de 11,4 mil toneladas. Tinham uma altura metacêntrica de 1,2 metro em carga plena. Os cascos dos foram revestidos de madeira e cobre a fim de reduzir bioinscrustações e aumentar o tempo entre limpezas devido à escassez de docas secas grandes o bastante em suas áreas de operação. Suas tripulações eram de 620 oficiais e marinheiros quando entrarem em serviço, mas isto foi reduzido para 606 após reformas. Foram considerados navios de boa navegabilidade.
O sistema de propulsão consistia em dois motores verticais de tripla-expansão com três cilindros, cada um girando uma hélice. Eram alimentados pelo vapor de oito caldeiras cilíndricas que funcionavam a uma pressão de 1 069 quilopascais (onze quilogramas-força por centímetro quadrado). Os motores foram projetados para uma potência indicada de 9 110 (6,7 mil quilowatts) para uma velocidade máxima de dezessete nós (31 quilômetros por hora). Eles acabaram se mostrando ligeiramente mais potentes durante os testes marítimos, com os couraçados alcançando 17,1 nós (31,7 quilômetros por hora) a partir de 9 841 a 10 074 cavalos-vapor (7 236 a 7 408 quilowatts). Forçando-se as caldeiras, era possível alcançar 18,5 nós (34,3 quilômetros por hora) a partir de 13 349 a 13 401 cavalos-vapor (9 816 a 9 854 quilowatts), mas isto frequentemente danificava as caldeiras e era desencorajado. Os navios podiam carregar de 1 440 a 1 460 toneladas de carvão, suficiente para uma autonomia de 5 230 milhas náuticas (9 690 quilômetros) a dez nós (dezenove quilômetros por hora).

### Armamento
O armamento principal tinha canhões Marco III calibre 32 de 254 milímetros montados em duas barbetas duplas, uma à vante e outra à ré da superestrutura. Estas barbetas foram as primeiras da Marinha Real capazes de recarregarem em qualquer ângulo de rotação, sendo circulares em vez de no formato de um pêssego como na predecessora Classe Royal Sovereign, o que economizou um peso considerável. Um motor a vapor foi equipado para girar a plataforma das armas em uma revolução por minuto, porém em serviço era muito fraco para parar completamente a montagem no lugar. A plataforma podia ser girada manualmente por engrenagens, mas isto era inadequado para a tarefa. A elevação máxima dos canhões era de 35 graus, porém uma peça de blindagem precisava ser removida para que o coice das armas não a acertasse. As armas eram elevadas manualmente, mas o Barfleur foi equipado com um motor elétrico Siemens como experimento, podendo elevar os canhões de zero a 35 graus em catorze segundos. Disparavam projéteis de 230 quilogramas a uma velocidade de saída de 620 metros por segundo, tendo um alcance de 9,2 quilômetros a uma elevação de doze graus. Os canhões só podiam ser disparados com meia carga de propelente em elevação máxima, o que dava uma velocidade de saída de 425 metros por segundo e alcance de 10,5 quilômetros.
O armamento secundário tinha dez canhões calibre 40 de 120 milímetros, seis no convés superior protegidas por escudos e as restantes em casamatas nas laterais do casco. Disparavam projéteis de vinte quilogramas a uma velocidade de saída de 648 metros por segundo. A defesa contra barcos torpedeiros tinha oito canhões de 57 milímetros e doze canhões Hotchkiss de 47 milímetros. Estes últimos disparavam projéteis de 1,4 quilograma a uma velocidade de saída de 569 metros por segundo. Os navios também foram armados com sete tubos de torpedo de 450 milímetros, dois em cada lateral e um na popa acima da linha de flutuação, mais um em cada lateral submersos.

### Blindagem
Os navios da Classe Centurion eram protegidos em sua maior parte por blindagem composta, mas algumas partes foram feitas da superior blindagem Harvey. O cinturão principal tinha de 229 a 305 milímetros de espessura, porém a extremidade inferior tinha 203 milímetros. Tinha 61 metros de comprimento à meia-nau e 2,3 metros de altura, dos quais 1,5 metro ficavam abaixo da linha de flutuação em carga normal. Nas extremidades haviam anteparas obliquas de 203 milímetros que conectavam o cinturão com as barbetas a fim de formar a cidadela blindada. Acima havia uma camada de 102 milímetros de blindagem Harvey também com 2,3 metros de altura. Ela cobria as laterais entre as barbetas e ficava três metros acima da linha de flutuação. Anteparas obliquas de blindagem Harvey com 76 milímetros de espessura conectavam a proteção superior com as barbetas.
O convés blindado ficava acima do cinturão principal e consistia em 51 milímetros de aço macio. Abaixo da linha de flutuação ficava o convés inferior com 64 milímetros, começando nas bases das barbetas e indo até a proa e popa. As barbetas tinham 229 milímetros acima do convés principal, 203 milímetros entre  convés principal e o inferior e 127 milímetros abaixo deste. Os couraçados da Classe Centurion foram os primeiros da Marinha Real equipados com coberturas blindadas acima das barbetas. Elas eram necessárias para proteger os artilheiros dos canhões principais e consistiam em 152 milímetros de aço-níquel, porém uma parte das traseiras tinham que ser deixada aberta para que as armas funcionassem. Este foi o primeiro passo na evolução da moderna torre de artilharia. As casamatas tinham frentes de 102 milímetros e laterais de 51 milímetros de blindagem Harvey. As laterais da torre de comando de vante tinham 305 milímetros de espessura, enquanto aquelas da torre de ré tinham apenas 76 milímetros.

### Reconstrução

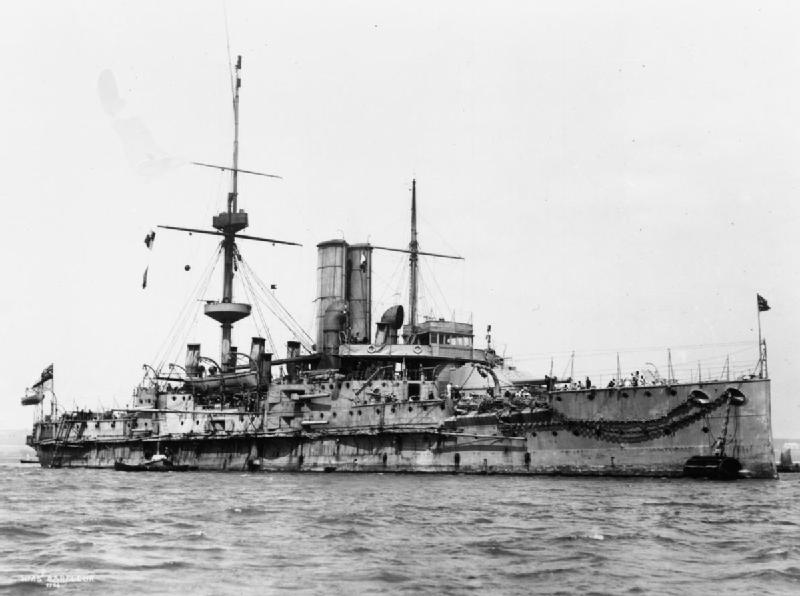
O Barfleur após suas reformas

A Classe Centurion sempre foi criticada por seu armamento secundário fraco, com um relatório elaborado em junho de 1901 defendendo a substituição das armas de 120 milímetros por modelos de 152 milímetros e a remoção de todos os tubos de torpedo acima da linha de flutuação. O Almirantado concordou e planos foram rapidamente elaborados. Canhões Marco VIII de 152 milímetros substituíram as armas menores uma por uma. O novo armamento ficou em quatro casamatas duplas e duas únicas, seis canhões no convés principal e quatro no convés superior. Sua proteção era de aço cimentado Krupp de 127 milímetros que exigiu que a parte central das superestruturas fossem reconstruídas para acomodá-los. A ponte de comando de ré e os tubos de torpedo acima da linha de flutuação foram removidos para compensar o peso adicional, enquanto o mastro principal foi substituído por um mastro menor. Equipamentos de telegrafia sem fio foram instalados. Essas alterações aumentaram o deslocamento em apenas 79 toneladas, mas isto foi suficiente para reduzir suas velocidades máximas para 16,8 nós (31,1 quilômetros por hora). A reconstrução custou por volta de 125 mil libras esterlinas.

## Navios
| Navio     | Construtor                   | Batimento             | Lançamento           | Comissionamento         | Destino             |
| --------- | ---------------------------- | --------------------- | -------------------- | ----------------------- | ------------------- |
| Centurion | Estaleiro Real de Portsmouth | 30 de março de 1890   | 3 de agosto de 1892  | 14 de fevereiro de 1894 | Desmontados em 1910 |
| Barfleur  | Estaleiro Real de Chatham    | 12 de outubro de 1890 | 10 de agosto de 1892 | 22 de junho de 1894     | Desmontados em 1910 |

## Carreiras

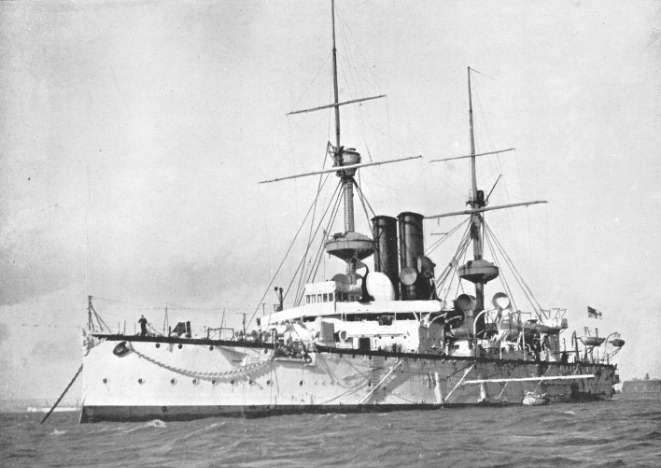
O Centurion c. 1894–1897

O Centurion se tornou a capitânia das forças britânicas na China ao entrar em serviço. O Barfleur foi designado para a Frota do Mediterrâneo em 1895, tornando-se parte em fevereiro de 1897 da Esquadra Internacional, uma força multinacional composta por navios da  Marinha Imperial Alemã, Marinha Austro-Húngara, Marinha Nacional Francesa, Marinha Real Italiana, Marinha Imperial Russa e Marinha Real Britânica que interveio na revolta de cristãos gregos contra o domínio do Império Otomano na ilha de Creta. Foi para a China também em 1898 e se tornou a capitânia do segundo em comando. O Levante dos Boxers estourou em 1900 e os dois couraçados contribuíram com equipe de desembarques para participarem das Batalhas dos Fortes de Taku e Tientsin.
Os dos voltaram para casa em 1901 e o Cneturion começou uma reconstrução que durou até 1903. O Barfleur foi brevemente colocado na reserva em 1902 antes de iniciar sua reconstrução neste mesmo ano. O Centurion voltou para a China em 1903, onde permaneceu até 1905, quando a renovação da Aliança Anglo-Japonesa eliminou qualquer necessidade de couraçados britânicos no Extremo Oriente. A modernização do Barfleur terminou em 1904 e ele foi colocado na reserva, porém participou das manobras de frota daquele ano. Foi brevemente recomissionado em 1905 para transportar uma tripulação para o Extremo Oriente e em seguida se tornou a capitânia da Divisão de Portsmouth da Frota da Reserva. O Centurion se juntou à formação ao retornar em 1905. Os dois permaneceram na reserva até serem descartados em 1909 e foram desmontados no ano seguinte.